# リュビツァ・マリッチ
リュビツァ・マリッチ（Ljubica Marić, *1909年5月18日 クラグイェヴァツ - †2003年9月17日 ベオグラード）は、ユーゴスラビア出身の女性作曲家。ベオグラードにてヨシプ・ストルチェル＝スラヴェンスキに、プラハ音楽院にてヨセフ・スクとアロイス・ハーバに師事し、指揮法をニコライ・マルコに学ぶ。1945年より講師として、1957年より教授としてベオグラード音楽院にて教鞭を執る。セルビアの民族音楽や、原始キリスト教会ならびにセルビア正教会の奉神礼音楽を研究し、作風においてもその感化を受けた。セルビア科学芸術アカデミーの会員でもあった。
室内楽曲や数多くのカンタータのほかに、《管弦楽のためのパッサカリア》やピアノと管弦楽のための《ビザンチン協奏曲》などがある。